# Tả Phấn
Tả Phấn (chữ Hán: 左棻; ? – 300), cũng gọi Phân (芬), biểu tự Lan Chi (蘭芝), là một phi tần, nữ văn học gia thời Tây Tấn. Bà nổi tiếng là nữ thi sĩ sớm nhất trong lịch sử Trung Quốc.
Trẻ tuổi hiếu học, làm văn rất tài hoa, Tả Phấn sớm nổi danh thiên hạ, dù dung mạo xấu xí nhưng vẫn được Tấn Vũ Đế Tư Mã Viêm đón vào cung làm phi tần. Ngày nay vẫn còn thơ, phú, tụng, tán,... hơn 20 bài. Chủ yếu là ứng chiếu chỉ của vua mà làm, nổi tiếng nhất là Ly Tư phú (离思赋). Nguyên bản tập hợp, đã bị thất lạc.

## Tiểu sử
Tả Phấn xuất thân danh môn, người ở Lâm Truy của Tề Quốc (齊國; nay thuộc Sơn Đông, Trung Quốc), con gái của Tả Hi (左雍) và là em gái của Tả Tư (左思). Từ nhỏ Tả Phấn có tiếng học vấn chỉ sau anh trai, Tấn Vũ Đế Tư Mã Viêm nghe tiếng Tả Phấn tài tình hơn người, lập tức đón vào hậu cung.
Vào niên hiệu Thái Thủy năm thứ 8 (272), bái làm Tu nghi, không lâu sau thăng làm Quý tần (貴嬪), người đời xưng tụng bà làm [Tả Tần phi; 左嬪妃]. Sách Tấn thư – Hậu phi truyện có ghi chép sinh hoạt của Tả Phấn sau khi vào cung:「“Hình dung xấu xí nên vô sủng, chỉ lấy tài đức để có lễ”」. Hậu cung của Tấn Vũ Đế có rất nhiều người dung mạo phi phàm, riêng Tả Phấn không được sủng ái, cũng không có con cái nhưng Hoàng đế vẫn rất kính nể bà, hoàn toàn là do tài năng cùng đức độ. Bà cơ thể yếu nhược nhiều bệnh, nên chỗ ở rất đan bạc giản dị. Vú Đễ mối khi qua Hoa lâm, thường ngồi Liễn mà qua. Lời văn của bà hoa lệ văn nghĩa, cư xử lại tao nhã điềm đạm, người bên cạnh thường thuận nghe theo. Lúc Nguyên Hoàng hậu Dương Diễm qua đời, rồi nạp Điệu Hoàng hậu Dương Chỉ để tục huyền, Tấn Vũ Đế đều lệnh Tả Phấn viết thơ điệu cùng văn sách chúc mừng. Càng ngày Tấn Vũ Đế càng coi trọng tài hoa của Tả Phấn, nên mỗi khi có kỳ trân dị bảo đều vời bà làm thơ viết phú, thơ phú đáp đối với anh trai Tả Tư cũng rất nhiều, đều hơn 10 thiên, được đóng sách lưu hành ở đời.
Năm Vĩnh Khang nguyên niên (300), ngày 18 tháng 3 (âm lịch), Quý tần Tả Phấn qua đời, không rõ bao nhiêu tuổi. Ngày 25 tháng 4 âm lịch cùng năm, bà được hạ táng bên trong Tây Kiếu đạo (西徼道) thuộc Tấn Dương lăng (峻暘陵)

## Tác phẩm
Danh tiếng của Tả Phấn và ca ca Tả Tứ, cả hai anh em rất được bằng hữu yêu thích. Tả Phấn bị triệu nhập cung, cùng với Tả Tư, hai người đã từng làm Điệu ly tặng em gái, gọi là "Điệu ly Tả Phấn tặng muội thi" (悼离左棻赠妹诗). Sở dĩ gọi là “Điệu ly”, nghĩa không chỉ tầm thường là “rời khỏi” mà vì người phải nhập cung, tới cuối cùng sinh ly cũng là tử. Tả Phấn sau khi vào cung đã phụng chỉ làm rất nhiều bài thơ, đáng kể nhất phải kết đến "Cảm Ly thi" (感离诗) cùng "Ly Tư phú" (离思赋), 2 bài thơ này đều là để đáp lại bài Điệu ly của anh trai Tả Tư khi trước.
Tả Phấn còn bài "Trác mộc thi" (啄木诗), là Tả Phấn tự ghi chép lại quy luật sinh hoạt đạm bạc của mình. Sau khi bà nhập cung phi tần, sống lâu dài ở thâm cung, vật chất sinh hoạt đúng là luôn đầy đủ phong phú, nhưng tinh thần trống rỗng hư vô khác thường. Vì thế mà bà viết thơ chủ yếu miêu tả, vẽ lại sinh hoạt thê lương trong cung và đưa tiễn thanh xuân vô cùng bi ai. Tạp cảm thơ là một trong những đại diện đó. Thể thơ mới lạ của bà tràn đầy tình cảm, là tác phẩm ưu tú Trung Quốc cổ đại thi ca.
| 啄木诗 ... 南山有鸟。 自名啄木。 饥则啄树。 暮则巢宿。 无干于人。 唯志所欲。 此盖禽兽。 性清者荣。 性浊者辱。 | Trác mộc thi ... Nam sơn hữu điểu. Tự danh trác mộc. Cơ tắc trác thụ. Mộ tắc sào túc. Vô càn vu nhân. Duy chí sở dục. Thử cái cầm thú. Tính thanh giả vinh. Tính trọc giả nhục. |